# Pseudophalangodes unicolor
Genre
Espèce
Pseudophalangodes unicolor, unique représentant du genre Pseudophalangodes, est une espèce d'opilions laniatores de la famille des Cryptogeobiidae.

## Distribution
Cette espèce est endémique de l'État de Rio de Janeiro au Brésil. Elle se rencontre vers Rio de Janeiro.

## Description
Le mâle holotype mesure 4 mm.

## Publication originale
- Roewer, 1912 : « Die Familien der Assamiiden und Phalangodiden der Opiliones-Laniatores. (= Assamiden, Dampetriden, Phalangodiden, Epedaniden, Biantiden, Zalmoxiden, Samoiden, Palpipediden anderer Autoren). » Archiv für Naturgeschichte, sér. A, vol. 78, no 3, p. 1–242 (texte intégral).